# Distrito de Soufrière
Soufrière es uno de los diez distritos en los que se divide Santa Lucía, un pequeño país insular ubicado en las Antillas Menores, en aguas del mar Caribe. 

## Historia
En 1736 se convirtió en la primera ciudad fundada por colonos franceses en el país, la mayoría de los cuales provenía de la isla de la Martinica.

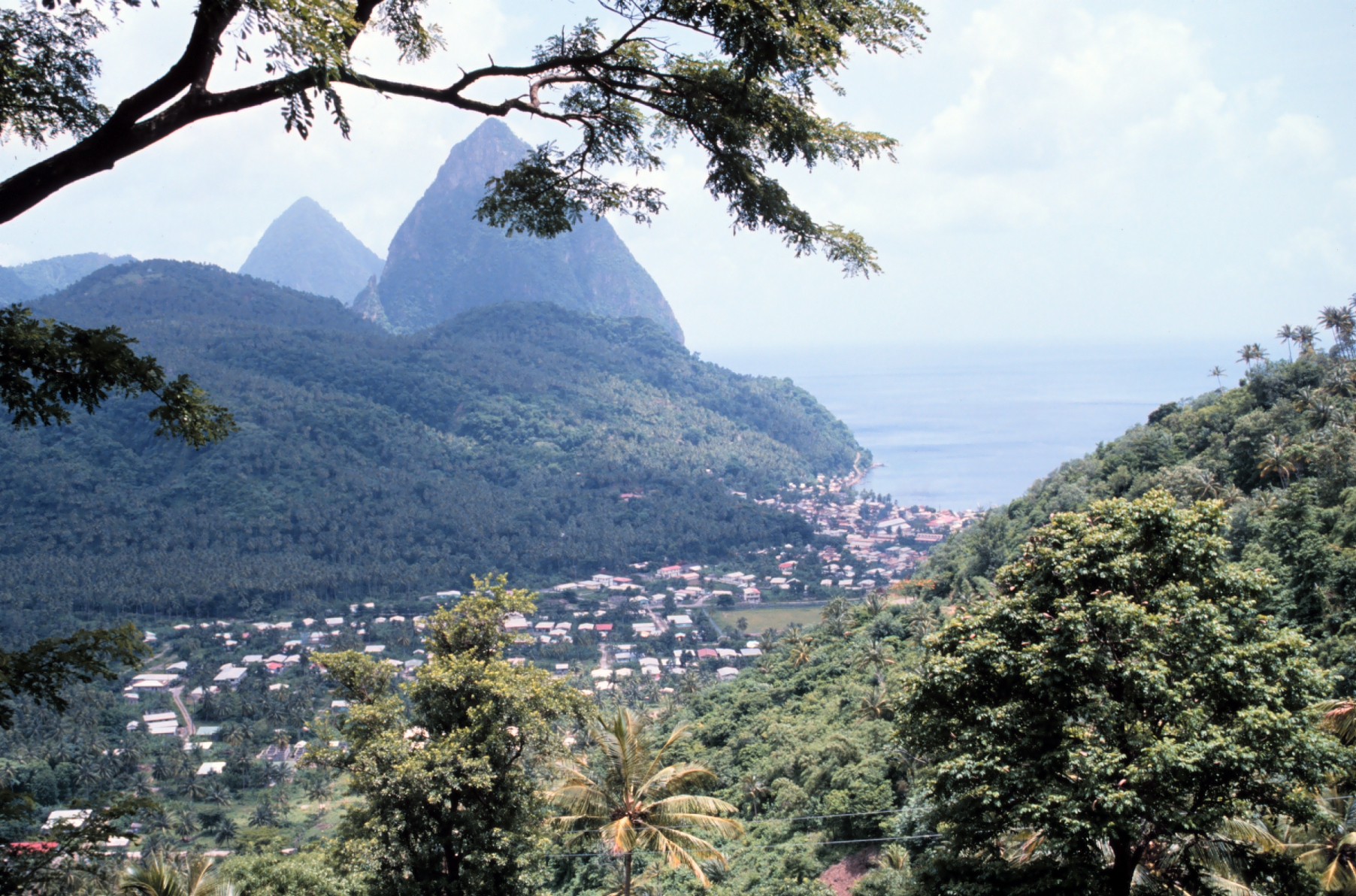
Fotografía de Soufrière con las Montañas Pitons como fondo.

Con la llegada de los franceses llegaron también los esclavos provenientes del África subsahariana, los cuales eran forzados a trabajar en los cultivos de algodón y tabaco y posteriormente en la zafra. La esclavitud se abolió formalmente en 1838 pero gran parte de la comunidad negra continuó trabajando bajo condiciones deplorables en las plantaciones de los hacendados. En Soufrière pasó la mayor parte de su niñez Josephine Tascher de la Pagerie, quien al cabo de algunos años se casaría con Napoleón Bonaparte y se convertiría en Emperatriz de Francia. Otros residentes famosos han sido George Frederick Lawrence Charles, ex primer ministro de Santa Lucía, y el Dr. Beausoliel, el primer médico de la isla.
En el año de 1955 un incendió destruyó la mitad de la capital distrital y en 1980 el Huracán Allen causó graves daños al distrito.

## Demografía
Actualmente la población de Soufriere es de apenas 7665 personas según el censo del año 2001 y la mayoría se concentra en la cabecera del distrito. 

## Patrimonio
Entre sus atractivos turísticos sobresalen los Jardines Botánicos Diamond (famosos por sus baños minerales) y el ferry a la ciudad de Castries, capital del país.

## Organización territorial
El distrito está formado por sesenta y dos localidades:
- Anse Chastanet
- Baron's Drive/Coin de l'Anse
- Beausejour/Myers Bridge (parcial)
- Belfond
- Belle Plain
- Belvedere (parcial)
- Bois d'Inde
- Bouton
- Calvary/Calvaire
- Cenac
- Chateau Belair
- Colombette
- Compar
- Coubaril Estate
- Cresslands
- Des Bottes
- Descolons
- Deville
- Diamond/Diamond Estate
- Esperance
- Etangs (parcial)
- Fond Bernier
- Fond Cacoa
- Fond Doux
- Fond Gens Libre
- Gros Piton
- Jalousie
- La Dauphine Estate
- La Haut
- La Pearle
- Lenny Hill
- Mailly Motete (parcial)
- Malgretoute
- Malmaison
- Migny
- Mocha
- Morne Bonin
- Morne la Croix
- Morne Lastic
- Morne Siquot
- Morne Tabac
- New Development
- Palmiste
- Petit Piton
- Plat Pays
- Rabot
- Ravine Claire
- Riverside Road (parcial)
- Ruby Estate
- Sapphire
- Soufrière
- St. Phillip
- St. Remy Estate (parcial)
- Stonefield
- Sulphur Springs
- Terre Blanche
- Ti Boug
- Ti Delcer
- Toraille
- Town
- Union Vale (parcial)
- Zenon